# Cambuci (distrito de São Paulo)
Cambuci é um distrito situado na região central do município de São Paulo. O censo de 2000 acusou uma população de 28.717 habitantes para o distrito. Trata-se de um distrito predominantemente residencial da capital, com alguns pontos de forte concentração comercial e de serviços, especialmente nos arredores do Largo do Cambuci, Ruas do Lavapés, Rua Clímaco Barbosa, Rua da Independência, e na Avenida Lins de Vasconcelos.
Esse distrito (e também o bairro principal) tem esse nome devido à fruta homônima, um componente da Mata Atlântica, cobertura vegetal original da região.
O distrito é atendido pela Linha 10 do Trem Metropolitano de São Paulo (Estação Juventus-Mooca) e pelo Expresso Tiradentes da SPTrans.

## Etimologia
Cambuci vem do tupi kamusi, que se referia aos potes e talhas indígenas. Conforme o Dicionário de Tupi Antigo, "também era o nome de uma planta mirtácea e de seu fruto, que tem a forma de uma talha indígena."

## Formação
O distrito de formação antiga, o Cambuci foi entrada do município de São Paulo para quem subia a serra e passava pelo Córrego do Lavapés, que tem este nome justamente por ser, na época, onde se lavava os pés e se descansava por algum tempo, dando comida e água aos animais de carga, antes de entrar na área urbana. A partir de 1850, formou-se um pequeno núcleo de chácaras e algum comércio em torno da trilha, culminando com a construção da capela de Nossa Senhora de Lourdes em 1870, réplica da original francesa, hoje pegada à atual Igreja da Glória. Nos anos 1880, a cidade passava por uma fase de intenso crescimento e novas ruas ligavam os bairros da Liberdade, Glória ao Cambuci, como a Rua Luís Gama, que, inaugurada em 1882, ligava a Mooca ao Cambuci.
Nas primeiras décadas do século XX, o Cambuci serviu de moradia aos imigrantes, especialmente italianos, que trabalhavam como operários nas fábricas da região, e foi um dos berços do anarquismo e das greves. Na Revolta Paulista de 1924, a igreja foi ocupada pelas forças rebeldes, lideradas pelo general Isidoro Dias Lopes, que tentavam derrubar o presidente Arthur Bernardes. A igreja foi ponto estratégico por situar-se num lugar alto, de onde era possível ver o movimento das tropas na cidade. O Cambuci foi um dos bairros mais afetados pelos combates: as forças legalistas destruíram a torre de ardósia, avariaram o altar e deixaram perfurações nas paredes..
Atualmente, é um distrito predominantemente de classe média, com predominância de áreas residenciais.
O distrito se tornou foco das incorporadoras e construtoras no boom imobiliário paulista, por ser próximo ao centro e ainda apresentar um custo de terreno viável, possibilitando diversos lançamentos de apartamento de classe média de 50 a 150 metros quadrados.

## Demografia
Evolução demográfica do distrito do Cambuci

## Limites
- Norte: Rua Antônio de Sá, Avenida do Estado e Rua da Mooca
- Leste: Linha 10 do Trem Metropolitano de São Paulo, Viaduto São Carlos, Rua Presidente Batista Pereira e Avenida do Estado
- Sul: Rua Almirante Pestana, Rua Leandro de Carvalho, Rua Ari Cajado, Rua Engenheiro Prudente, Rua Gaspar Fernandes, Rua Basílio da Cunha e Rua Coronel Diogo
- Oeste: Avenida Lacerda Franco, Rua Alves Ribeiro, Rua Miguel Teles Júnior, Rua Francisco Justino Azevedo, Rua do Lavapés, Rua Teixeira Mendes, Rua Otto de Alencar, Praça Nina Rodrigues e Avenida Prefeito Passos

## Distritos limítrofes
- Sé (minimamente) (Noroeste).
- Brás (Norte).
- Mooca (Leste).
- Ipiranga (Sudeste).
- Vila Mariana (Sul).
- Liberdade (Oeste).